# لكويلة

مسار الطريق السريع A24

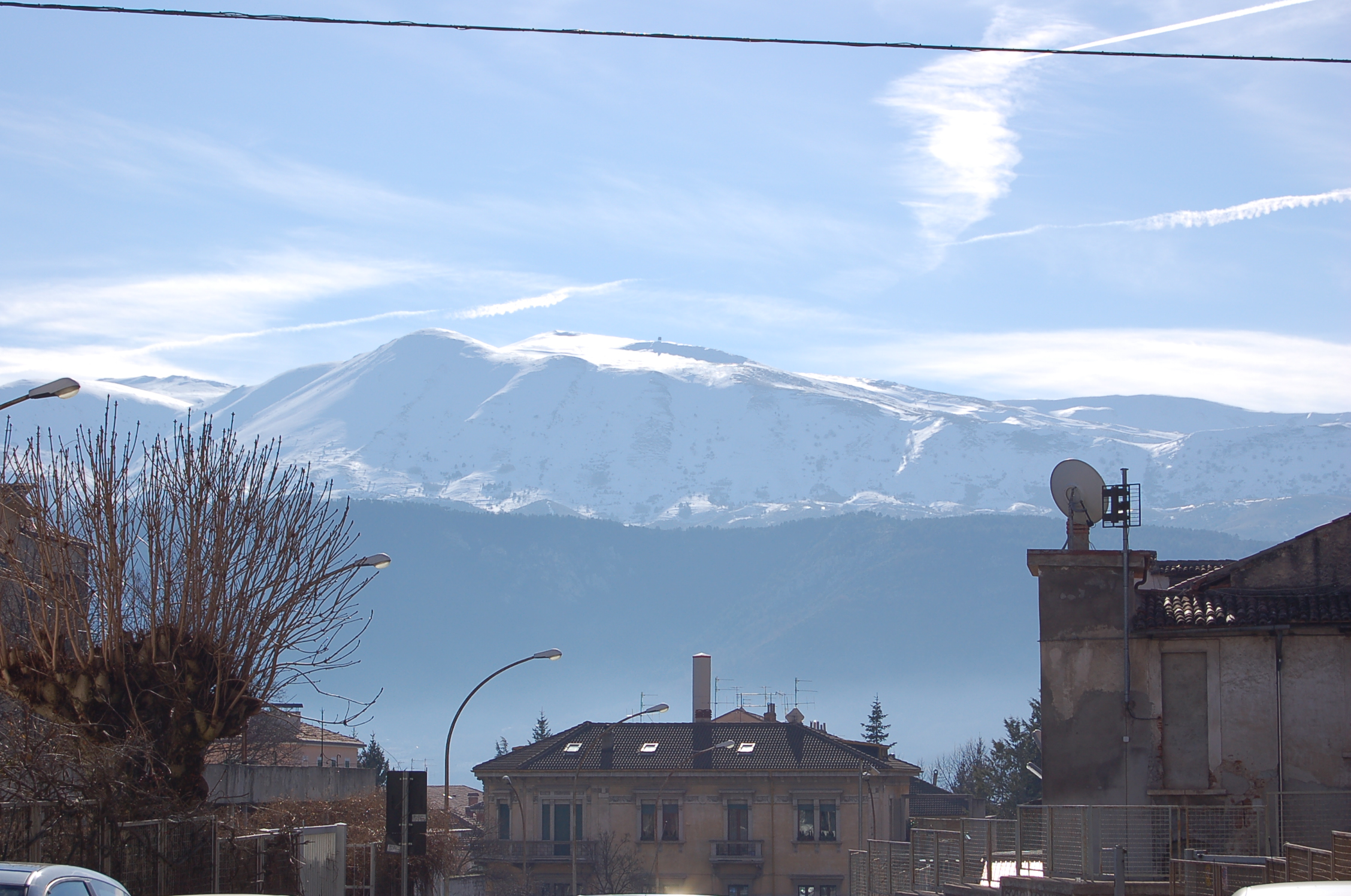
الجبال الأكويلية

لَكوِيلَة أو لكويلا أو (نقحرة: لاكويلا) (بالإيطالية: L'Aquila)‏ مدينة وسط إيطاليا، عاصمة لإقليم أبرُتسة ومقاطعة لَكوِيلَة. محاطة بأسوار قروسطية على منحدر جبل، يسار نهر أتيرنو بيسكارا، بإطلالة مميزة على جبل غران ساسو. ويقدر عدد سكانها بـ 69605 نسمة، منهم الطلاب والعمال. وهي عاصمه إقليم أبرُتسة.
تضم المدينة جامعة والعديد من المؤسسات والجمعيات التي تنشط في مجال الثقافة. لَكوِيلَة تقع في مناطق أبرُتسة الداخلية، ونطاقها البلدي كبير هو الخامس على مستوى إيطاليا يغطي مساحة قدرها 467 كيلومتراً مربعاً. ولأن هذه المساحة تمتد على مناطق جبلية داخلية، فلَكوِيلَة مجهزة بشبكة بنية تحتية وخدمية ذات إدارة مضنية ومعقدة. بالعاصمة المحلية أكثر من عشر مقابر، وعدة محطات لمعالجة المياه الآسنة، وعشرات المباني المدرسية، ما يقرب من 3000 كم من الشوارع وآلاف الكيلومترات من الشبكات. لَكوِيلَة أيضاً مقسمة إلى 59 حي. في السادس من أبريل من عام 2009 تعرضت المدينة لزلزال بقوة 6.3 درجة على مقياس ريختر، راح ضحيته أكثر من 309 قتيل علي ساعه 3.23 صباحا ودمرت العديد من المباني، وتضرر جزء كبير من المدينة القديمة.

## السكان
في سنة 1861 بلغ عدد السكان 33٬569 نسمة، وتطور العدد ليصل في سنة 2018 لـ 69٬478 نسمة.
يظهر هذا المخطط البياني تطور النمو السكاني لـ لاكويلا

## الجغرافيا
قريبة من صخرة الغران ساسو أعلى قمم الأبينيني، ترتفع لَكوِيلَة 721 متراً في وادي من أتيرنو بين ما لا يقل عن أربع قمم جبال يتجاوز ارتفاعها 2000 متر.
تقي الجبال المدينة من تيارات الهواء الدافئة الرطبة الهابة من البحر الأبيض المتوسط، وتؤدي إلى مناخ بارد وجاف. وقد قيل عنها بأنها مدينة تتمتع في كل سنة بأحد عشر شهرا بارداً وشهر واحد متعدل البرودة.
تبعد لَكوِيلَة حوالي 100 كم (63 ميلا) إلى الشمال الشرقي من روما، والتي هي الآن تتصل بها بطريق سريع عبر الجبال.

## التاريخ
بدء بناء المدينة فريدريك الثاني رأس الإمبراطورية الرومانية المقدسة وملك صقلية من أصل العديد من القرى الموجودة بالفعل (عددها تسع وتسعين، طبقاً للرواية المحلية) كحصن ضد سلطة البابوية. اختير اسم أكويلا (و تعني «نسر» باللغة الإيطالية) لها بعد إعطاءها نسر هوهنشتاوفن على شعارها. اكتمل البناء في عام 1254 في عهد كونراد الرابع ابن فريدريك. تحول الاسم إلى أكويلا ديلي أبروتسي عام 1861، ولَكوِيلَة في سنة 1939. بعد وفاة كونراد، دمر أخوه مانفريدي المدينة في عام 1259، لكن سرعان ما أعاد كارلو الأول أنجو خليفته على عرش صقلية بناءها. استكمل بناء الأسوار في عام 1316.
بسرعة صارت المدينة الثانية في مملكة نابولي، كانت مدينة ذات حكم ذاتي، تحكمها حكومة ثنائية تتألف من مجلس المدينة (الذي تغيرت أسماءه وتكوينه عبر القرون) وقائد الملك. سقطت في البداية تحت حكم نيكولو ديليزولا بتعيينه من قبل الشعب فارساً للشعب، ثم قتل بعدما أصبح طاغية. وفي وقت لاحق اتنضوت تحت حكم بييترو «لالي» كامبونيسكي كونت مونتوريو، الذي أصبح الجانب الثالث في حكومة ثلاثية مع المجلس وقائد الملك. أصبح كامبونيسكي وهو أيضا مستشار كبير في مملكة نابولي قوياً جداً، فقتل بأمر من الأمير لويجي تارانتو. وتقاتلت ذريته مع عائلة بريتاتي على السلطة لعدة أجيال، ولكنهم لم يبلغوا أبدا ما كانت عليها سلطة جدهم. آخر حكام لَكوِيلَة وحاكمها الحقيقي كان لودوفيكو فرانكي الذي تحدى سلطة البابا بإعطاءه ملجأً لألفونسو الأول ديستي دوق فيرارا السابق ولأولاد جامباولو باليوني حاكم بيرودجا المخلوع. ولكن الأكويلانيين عزلوه في النهاية وسـَجـَنـَه ملك نابولي.

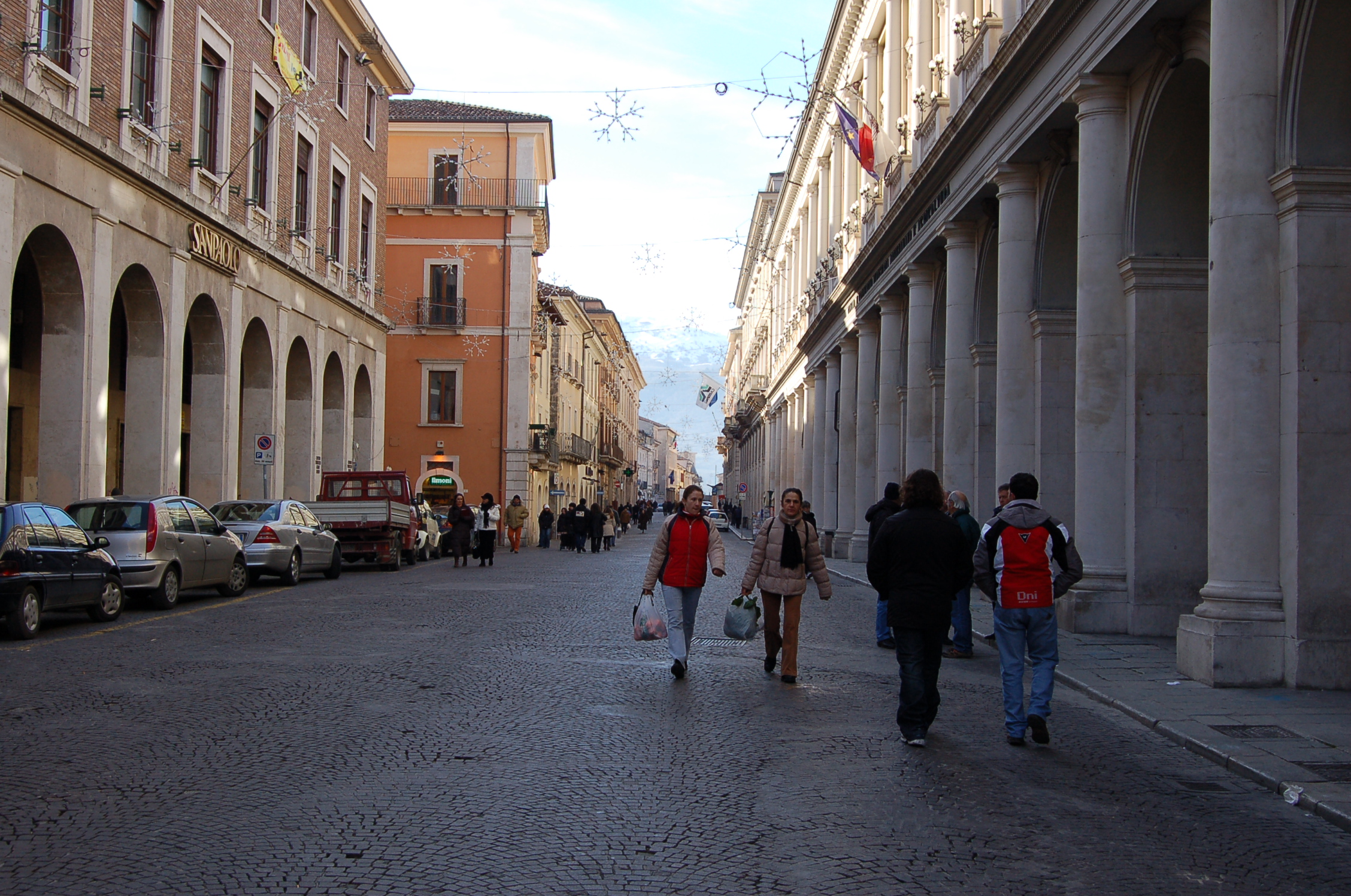
وسط المدينة

قوة لَكوِيلَة تقوم على الارتباط الوثيق بين المدينة والقرى الأم، التي وضعت المدينة في شكل إتحادي، ولكل منها حي فيها اعتبر انه جزء من القرية الأم. وهو ما جعل العدد 99 مهم جدا في عمارة لَكوِيلَة، من خلال نافورة النصب التذكاري للتسع وتسعين أبوب (Fontana delle 99 Cannelle) والتي منحت اسمها لمهرجان المدينة العريق الأصيل. كان مجلس المدينة يتألف من رؤساء بلديات القرى، ولم يكن للمدينة أي وجود قانوني حتى أنشأ الملك كارلو الثاني من نابولي من عنده منصب كاميرلينغو وهو المسئول عن ضريبة المدينة (سابقا تدفع منفصلة من كل القرى الأم). وفي وقت لاحق أخذ الكاميرلينغو السلطة السياسية وصار رئيسا لمجلس المدينة.
منذ نشأتها شكلت المدينة سوقا مهمة للأرياف المجاورة، ووفرت لها الإمدادات الغذائية العادية: من الوديان الخصيبة جاء الزعفران الثمين؛ ووفرت المراعي الجبلية المحيطة الرعي الصيفي لقطعان الأغنام المترحلة العديدة، مما أدى بدوره إلى وفرة المواد الخام المصدرة، وإلى حد أقل الصناعات الصغيرة المحلية والتي أحضرها الحرفيين والتجار من خارج المنطقة.
في غضون بضعة عقود أصبحت لَكوِيلَة في مفترق الطرق في علاقاتها بين المدن داخل وخارج المملكة، وذلك بفضل ما يسمى "via degli Abruzzi" «طريق عبر الأبروتسي»، والذي امتدت من فلورنسا إلى نابولي عن طريق بيرودجا، رييتي، لَكوِيلَة، سولمونا، إزيرنيا، فينافرو، تيانو، وكابوا.
مفاوضات خلافة إدموند ابن هنري الثالث ملك انكلترا على عرش مملكة صقلية ضمت لَكوِيلَة في شبكة مصالح الرابطة بين الإدارة البابوية والحكم الإنكليزي. في 23 ديسمبر 1256 رقى البابا إسكندر الرابع كنيستي القديسين ماسيمو وجورجو إلى صفة كاتدرائيات بمثابة مكافاة لمواطني لَكوِيلَة لمعارضتهم الملك مانفريد، والذي أقدم في تموز يوليو من عام 1259 على تسوية المدينة بالأرض في محاولة لتدمير المفاوضات. وقام بإصلاحها كارلو الأول أنجو، ولكن في الحقيقة باتت المدينة معروفة خارج حدود المملكة نتيجة للحدث الاستثنائي المهم الذي وقع في 29 أغسطس آب 1294، عندما أصبح الناسك بييترو دل موروني البابا سيلستين الخامس في كنيسة سانتا ماريا دي كوليمادجو.

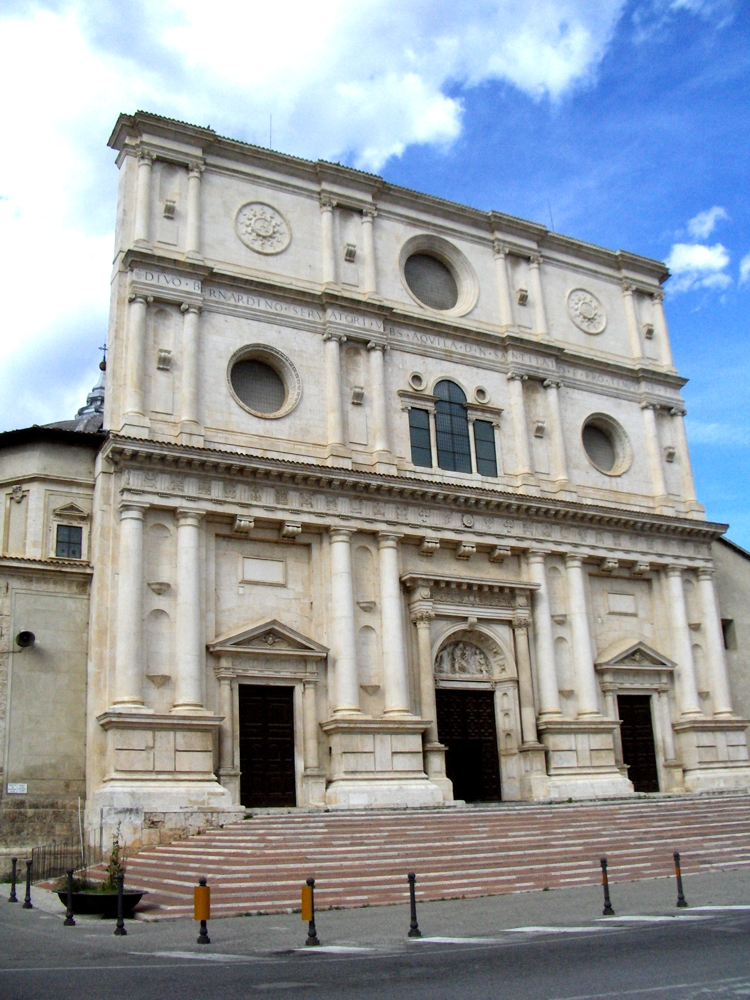
واجهة كنيسة سان بيرناردينو

بابوية سيلستين أعطت قوة دفع جديدة لتطوير البناء، كما يتبين من قوانين المدينة. بالإضافة إلى منح الملك روبيرتو أنجو في عام 1311 امتيازات والتي كان لها تأثير حاسم في تنمية التجارة. هذه الامتيازات حمت جميع الأنشطة المتعلقة بتربية الأغنام، مع الإعفاء من الرسوم الجمركية على الواردات والصادرات. وفي هذه الفترة اشترى تجار من توسكانا (سكالي، بوناكورسي) ومن رييتي منازل في المدينة. لذلك فإن الظروف السياسية شهدت تجديدا جذريا: عام 1355 جيئ بالنقابات التجارية لعمال الجلود وعمال المعادن والتجار والمتعلمين إلى حكومة المدينة، وشاركوا في المجلس الجديد. وقبل أحد عشر عاما، في عام 1344 منح الملك المدينة دار سك عملة خاصة بها.
في منتصف القرن الرابع عشر مرت فترة بلَكوِيلَة أزمة كبيرة كما هو الحال لأوروبا بأسرها. وعانت المدينة من وباء الطاعون عامي 1348 و1363 ومن الزلازل عام 1349 وأعطاها هذا مظهر المدينة الهجورة. ولكن سرعان ما بدأ التعمير. وزادت أهمية لَكوِيلَة وتطورت خلال القرنين الرابع عشر والخامس عشر.
و انتهت هذه الفترة في القرن السادس عشر، عندما دمر الوالي الإسباني فيليبيرت فان أورانخي لَكوِيلَة وأسس إقطاعية إسبانية في ريفها، وفصلت المدينة من جذورها ولم تطور بعد مرة أخرى أبدا. وقد دمرت للمرة الثالثة (و كانت الأولى في عام 1258 عل يد مانفريدي ملك صقلية) من جراء زلزال وقع في 1703. أعقبه الزلازل متتالية على المدينة دمرت الكاتدرائية.

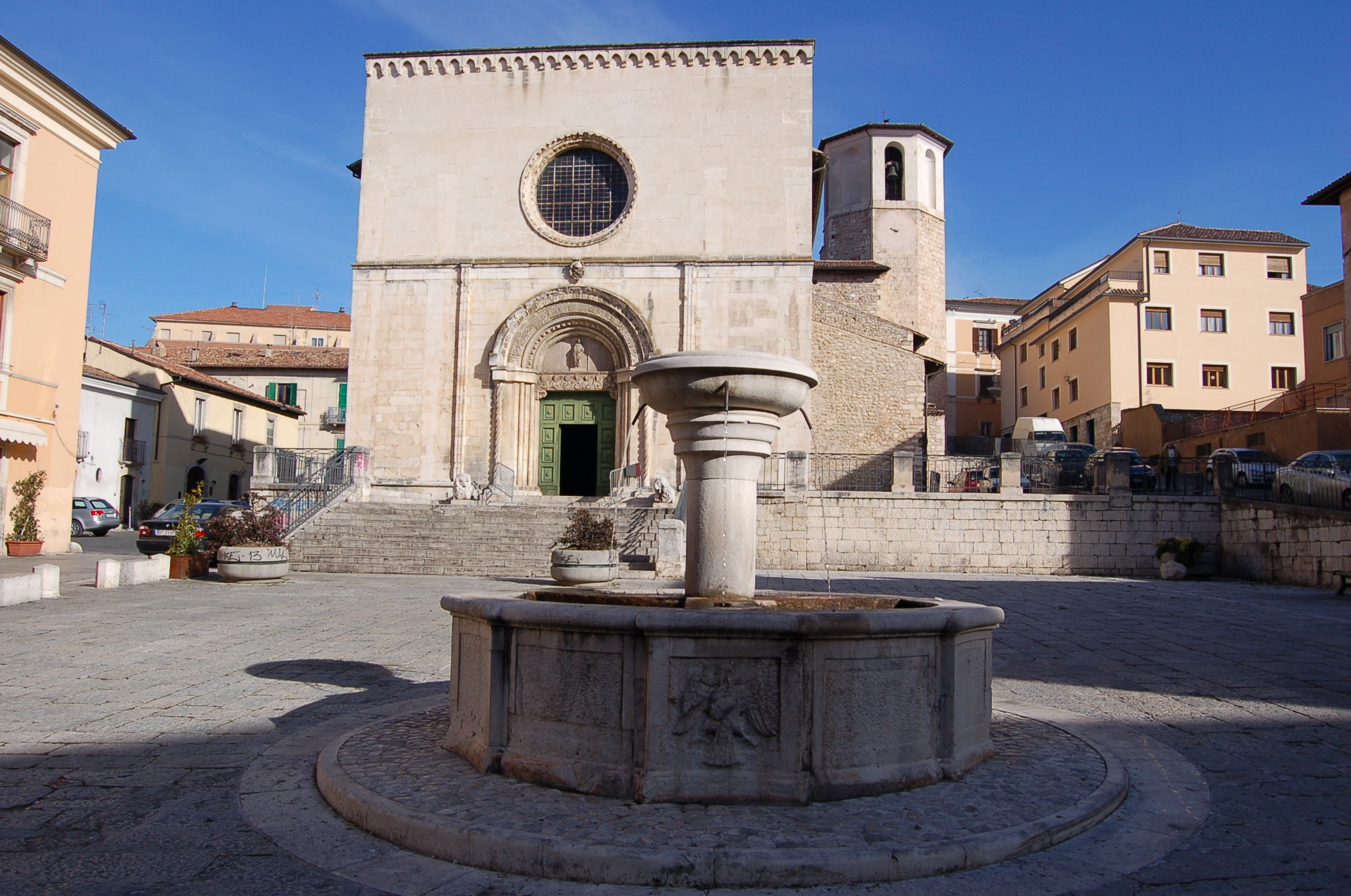
ساحة سان بييترو

و احتلت القوات الفرنسية المدينة أيضا مرتين في عام 1799.
و في القرن العشرين، أصبحت لَكوِيلَة واحدة من أكثر المدن المحافظة في إيطاليا، ثارت ضجة في إيطاليا في السبعينات كل من إيطاليا عندما صُدِرت رواية لألبرتو مورافيا باعتبارها فاحشة، فيما احتج أسقف كاثوليكي محلي على تعري تمثال لشاب الذي ظل على النافورة أمام الكاتدرائية على مدى قرون، وأكثر الجماعات المحافظة في المدينة طلبت وقف التعامل بقطعة النقود ذات 50 ليرة لظهور رجل عاري عليها.

## الثقافة

### النشاطات السينمائية
كان تأسيس نادي أفلام بريمو بيانو على يد غابرييل لوتشي في منتصف العقد السابع من القرن العشرين أول خطوة لمدينة لَكوِيلَة في مجال نشاطات التصويرية السينمائية. كما شهدت المدينة تأسيس معهد لَكوِيلَة للتصوير السينمائي عام 1981، والذي أسهم في إنتاج وانتشار ثقافة التصوير السينمائي في إيطاليا وفي الخارج.

## المدن التوأمة
للَكوِيلَة علاقة توأمة مع:
- روتفايل، ألمانيا
- قونكة، إسبانيا
- يورك، كندا
- هوبارت، أستراليا[7]
- جلونا غورا، بولندا، منذ 1996[8]
- برنالدا، إيطاليا
- بعلبك، لبنان
- بيستريتسا، رومانيا

## أعلام
- أوندينا فالا (1916 بولونيا - 2006 لَكوِيلَة)، حاصلة على ميدالية ذهبية أولومبية.

## وصلات خارجية
- الموقع الرسمي (بالإيطالية)